# SIM-Lock

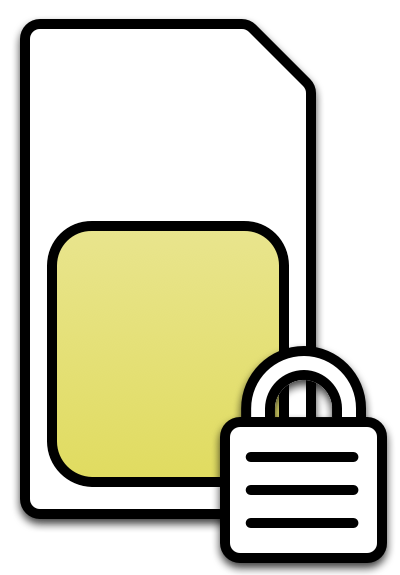

Der (auch die) SIM-Lock, auch Service Provider Lock (kurz SPCK) genannt, ist ein Begriff aus dem Mobilfunk-Bereich und beschreibt die softwareseitige Bindung eines Mobilfunkgerätes an SIM-Karten, die bestimmte Kriterien erfüllen – in der Regel Karten eines bestimmten Dienstanbieters. Mobiltelefone können so gesperrt werden, dass sie nur SIM-Karten bestimmter Länder, Anbieter, Netze oder SIM-Typen akzeptieren. Das unautorisierte Entfernen dieser Sperre ist in vielen Ländern strafbar.
Heute werden in Deutschland aufgrund der großen Konkurrenz auf dem Smartphone-Markt keine Smartphones mit SIM-Lock mehr verkauft, der letzte Anbieter Vodafone gab diese Praxis 2021 bei seinen iPhones auf. Bei stationären Geräten wie LTE-Routern ist der SIM-Lock bei der Deutschen Telekom hingegen immer noch üblich.

## Entsperrung
Die Entsperrung kann nach Ablauf einer vertraglich festgelegten Frist (meist 24 Monate) kostenlos oder innerhalb dieser Frist gegen eine Gebühr beim jeweiligen Service-Provider oder Netzbetreiber beantragt werden.
Dieser teilt dem Kunden dann den Entsperrcode mit. Mit diesem kann man das Gerät dauerhaft entsperren und dann mit beliebigen in- und ausländischen SIM-Karten betreiben.

## Rechtslage
Das Landgericht Bonn entschied 2012, dass Mobilfunkanbieter in ihrer Werbung explizit auf einen bestehenden SIM-Lock bzw. Netlock hinweisen müssen.
Es gibt heute nur noch sehr wenige Länder, in denen Smartphones mit SIM-Lock verkauft werden, darunter etwa die USA. In vielen Ländern, zum Beispiel Kanada und Finnland, ist SIM-Lock durch die Gesetzeslage verboten. In anderen Ländern, dazu zählen zum Beispiel Ungarn, ist das Entsperren der Telefone verboten. Die gesetzlichen Regelungen liegen in den meisten Ländern dazwischen – sie erlauben die Sperre, aber nur für die Dauer des aktuellen Vertrags des Kunden. In Deutschland sind zwei Entscheidungen bekannt, nach denen sich der Datenveränderung (§ 303a StGB) strafbar macht, wer ohne Erlaubnis des sperrenden Providers einen SIM-Lock entfernt.
Das Entsperren von Handys ist in Österreich prinzipiell erlaubt, da mit dem Kauf das Gerät in das Eigentum seines Besitzers wechselt, der somit freie Verfügungsgewalt über das Gerät hat. In Österreich wurde ein Rechtsstreit zwischen T-Mobile und Yesss geführt, da Yesss! Links zu kostenlosen Entsperrdiensten veröffentlicht hatte. Der Rechtsstreit wurde zugunsten von Yesss! entschieden.
In den USA wurde im Oktober 2012 ein Gesetz verabschiedet, welches das Entsperren eines SIM-Locks ohne Erlaubnis des Netzbetreibers unter Strafe stellt. Es sieht vor, dass alle Geräte, die noch bis 90 Tage nach dem Inkrafttreten des Gesetzes gekauft wurden, straffrei entsperrt werden dürfen. Dies galt bis zum 26. Januar 2013, nach diesem Datum gekaufte Geräte zu entsperren steht unter Strafe. Das Strafmaß kann bis zu 500.000 US-Dollar und/oder 5 Jahre Haft betragen.

## Sonstiges
Der Euronotruf 112 funktioniert in einigen Ländern ganz ohne SIM. In Deutschland ist dies  – wegen zu häufigen Notrufmissbrauchs – seit 2009 nicht mehr möglich.